# Castelul La Barben
Castelul La Barben este un castel situat în orașul La Barben din departamentul Bouches-du-Rhône. Castelul a fost clasificat ca monument istoric în 21 decembrie 1984.

## Istorie
În cartularul abației Saint-Victor din Marsilia, castrul La Barben este menționat încă din 1009; nu se cunoaște data construirii sale, probabil mai devreme de anul 1000.
A fost proprietatea familiei Pontevès. În secolul al XV-lea, a aparținut regelui René acesta vânzându-l în 1474 lui Jean al II-lea de Forbin, fratele lui Palamède de Forbin, cunoscut sub numele de cel Mare, care a fost arhitectul unirii Provenței la Coroana Franței în 1482. A rămas în proprietatea marchizului de Forbin timp de aproape cinci sute de ani. La 4 noiembrie 1630, a suferit serios din cauza revoltei Cascaveous.
Prințesa Pauline Borghese (născută Bonaparte, sora lui Napoleon) a avut o relație amoroasă tumultuoasă cu Auguste de Forbin.
În 1963, noul proprietar, André Pons, inginer agricol, locuia acolo cu familia și l-a deschis publicului în 1965. În 1971 a creat grădina zoologică La Barben. Urmașii săi locuiau încă la castel la începutul secolului al XXI-lea.
La 31 decembrie 2019, castelul este vândut lui Vianney Audemard d'Alançon, care deține și castelul Saint-Vidal. 